# El fantasma va a l'Oest
El fantasma a l'Oest (en anglès The Ghost Goes West) és una pel·lícula del gènere comèdia romàntica /  fantàstica britànica de 1935 protagonitzada per Robert Donat, Jean Parker i Eugene Pallette, i dirigida per René Clair, en la que va ser la seva primera pel·lícula en anglès. Ha estat doblada al català.
Aquesta producció combina un productor britànic nascut a Hongria (Alexander Korda), un director francès i un escriptor estatunidenc en una pel·lícula britànica.

## Argument
A l'Escòcia del segle xviii, l'enemic del clan Glourie (odiat fins i tot més que els anglesos) és el clan MacClaggan. Els dos líders del clan envien els seus fills a lluitar contra els anglesos, cinc MacClaggans i Murdoch Glourie, que preferirien passar el temps besant les noies. Al campament escocès, Murdoch és superat en nombre pels MacClaggan i s'amaga darrere d'un barril de pólvora. Una bala de canó escocesa errant acaba amb la seva vida, però en el més enllà, queda encallat al limbo a causa de la seva covardia. El seu pare, ara mort, li diu que està condemnat a perseguir el castell de Glourie fins que pugui aconseguir que un MacClaggan admeti que una Glourie pugui colpejar cinquanta MacClaggans.
Al segle xx, Peggy Martin, la filla d'un ric home de negocis estatunidenc, el convenç perquè compri el castell a Donald Glourie, que és assetjat pels seus creditors. Donald està indignat perquè el Sr. Martin planeja desmantellar la seva casa ancestral i muntar-la a Florida, però se sent atret per Peggy. La Peggy, mentrestant, coneix en Murdoch, però creu que és Donald (ja que s'assemblen força, ja que tots dos són interpretats per Donat). Martin el contracta per supervisar la reconstrucció. Juntament amb el castell va el seu fantasma.
En el viatge per mar a Amèrica, Donald té pensaments trobats, i ell i Martin acorden cancel·lar el seu acord, però aleshores el rival comercial de Martin, Ed Bigelow, veu una oportunitat meravellosa per donar a conèixer els seus productes, així que ofereix a Donald 100.000 dòlars pel castell. Alarmat, Martin el torna a comprar per 150.000 dòlars. Murdoch fa una aparició espectral davant molts testimonis, provocant un frenesí mediàtic, però Bigelow segueix obertament escèptic sobre el fantasma. Els amors de Murdoch amb altres dones, però, descarrilen els intents d'amor de Donald amb Peggy, que encara creu que Murdoch és Donald.
A Florida, Martin organitza una festa fastuosa per celebrar el muntatge del castell, però Murdoch es nega a fer acte de presència. Aleshores Bigelow insulta els Glouries en una emissió de ràdio, revelant que és un MacClaggan per part de la seva mare. Murdoch el persegueix i l'obliga a admetre que una Glourie pot colpejar cinquanta MacClaggans; Murdoch és finalment alliberat per unir-se als seus avantpassats. Peggy, que s'adona del seu error, es reconcilia amb Donald.

## Repartiment principal
- Robert Donat com Murdoch Glourie i Donald Glourie.
- Jean Parker com Peggy Martin.
- Eugene Pallette com el Sr. Martin
- Elsa Lanchester com Miss Shepperton.
- Ralph Bunker com Ed Bigelow, el rival de Martin.
- Patricia Hilliard com a Pastora.
- Everley Gregg com la Sra. Martin
- Victor Rietti com el científic.
- Morton Selten com The Glourie.
- Chili Bouchier com Cleopatra.
- Mark Daly com el nuvi Murdoch.
- Herbert Lomas com Fergus.
- Elliott Mason com la Sra. MacNiff
- Hi ha Petrie com The McLaggen.
- Quentin McPhearson com Mackaye.

## Antecedents
La pel·lícula és una adaptació del conte d'Eric Keown "Sir Tristam Goes West", i va ser escrita per Robert E. Sherwood i Geoffrey Kerr, tot i que Clair i Lajos Biro han estat al·legats per fonts contemporànies que han fet escrits no acreditats al guió.
Aquesta va ser la primera de dues pel·lícules que Clair va fer a Anglaterra després d'un acord que va fer amb el productor Alexander Korda, l'altra va ser la seva pel·lícula de 1938 Break the News.

## Resposta crítica
Escrivint per a  The Spectator  en 1935, Graham Greene va elogiar la pel·lícula. Va escriure sobre com el «sentit de càmera» de René Clair (les pel·lícules anteriors de la qual havien estat principalment de naturalesa satírica) es va manifestar en el «sentiment de mobilitat, de llibertat visual» de la pel·lícula i va destacar el geni director de Clair. Greene també va elogiar l'actuació de Pallette i Donat, descrivint la representació de Pallette d'un milionari estatunidenc com la millor actuació de la seva carrera, i l'estil interpretatiu de Donat imbuït de «naturalitat invencible».
The Ghost Goes West va ser la tretzena pel·lícula més popular en la taquilla britànica en 1935–36. La pel·lícula va ser votada com la millor pel·lícula britànica de 1936.